# Вершининск
Вершининск — деревня в Баяндаевском районе Иркутской области России. Входит в состав Нагалыкского муниципального образования. Находится примерно в 17 км к северу от районного центра.

## Население
| 2002 | 2010 | 2011 | 2012 |
| ---- | ---- | ---- | ---- |
| 38   | ↘21  | →21  | ↘19  |

По данным Всероссийской переписи, в 2010 году в деревне проживал 21 человек (9 мужчин и 12 женщин).